# آنیتا لیندبلوم
آنیتا لیندبلوم (سوئدی: Anita Lindblom؛ زادهٔ ۱۴ دسامبر ۱۹۳۷) هنرپیشه اهل سوئد است که بین سال‌های ۱۹۵۷ تا ۱۹۷۴ میلادی فعالیت می‌کرد.
از فیلم‌هایی که در آن نقش داشته، می‌توان به ملوانان و یک داستان عاشقانه سوئدی اشاره کرد.